# Roy Clark
Roy Linwood Clark (Meherrin, Virginia; 15 de abril de 1933-Tulsa, Oklahoma; 15 de noviembre de 2018) fue un músico de country y actor estadounidense, y uno de los animadores del reconocido programa televisivo Hee Haw entre 1969 y 1992, junto con Buck Trent. Fue una importante e influyente figura en el ambiente de la música country, ayudando a popularizar el género. También era reconocido ser un virtuoso músico multinstrumentalista tocando la guitarra, el violín, el banjo, la mandolina y la armónica. Falleció el 15 de noviembre de 2018 por complicaciones de una neumonía.

## Inicios
Pasó su niñez en Meherrub y en Staten Island, Nueva York. A los once años su familia se mudó al vecindario de Washington Highlands, en Washington D. C., después de que su padre encontrase trabajo en the Washington Navy Yard. A los catorce años comenzó a tocar el banjo, la guitarra y la mandolina, y a los quince años participó en el Segundo Campeonato Nacional de Banjo. Antes de dedicarse por completo a la música se desempeñó como jugador de béisbol y como boxeador. A los diecisiete años tuvo su primera aparición en el popular concierto de música country The Grand Ole Opry.
A los veintitrés años obtuvo su certificado de piloto y en 1953 compró un aeroplano Piper Tri-Placer (N1132C), el cual pilotó por algunos años. Este avión fue subastado el 17 de diciembre de 2012 a beneficio de la fundación de caridad Wings of Hope. Era dueño de otros aviones, incluyendo un Mitsubishi MU-2, un Stearman PT-17 y un Mitsubishi MU-300 Diamond 1A.

## Carrera

### Televisión

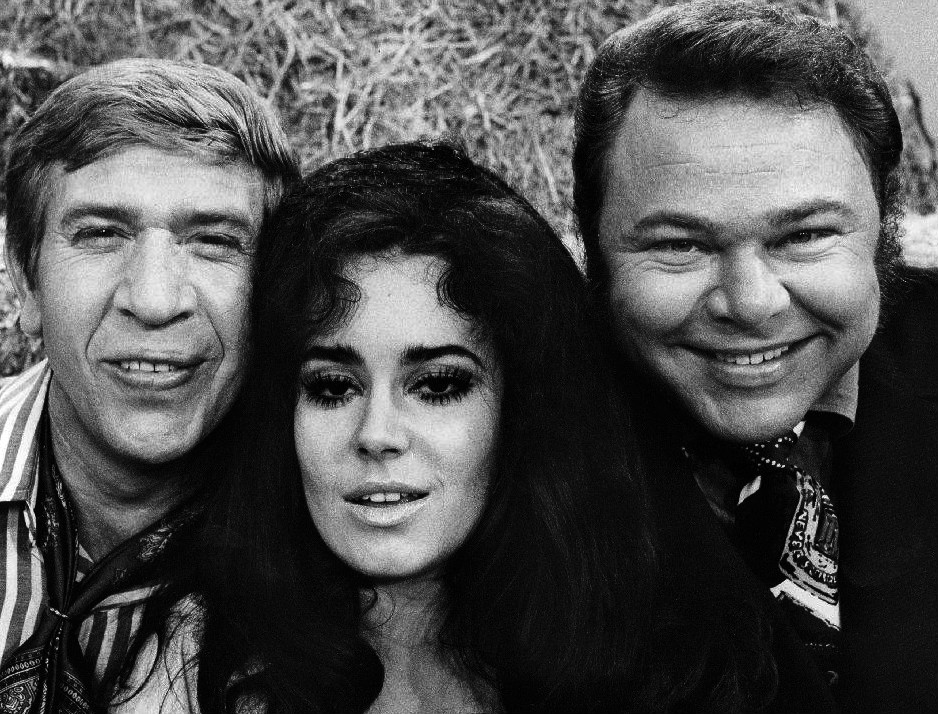
Buck Owens, Lisa Todd y Roy Clark en el set del programa Hee Haw en 1970.

La estrella de la música country Jimmy Dean le pidió a Clark que se uniera a su banda, The Texas Wildcats, en 1954. Siendo el principal guitarrista hizo apariciones con Dea en Town and Country Time, programa de la WARL-AM y en WMAL-TV (después el espectáculo se mudaría a la televisión en 1955). Dean, que valoraba la puntualidad en la banda, despidió a Clark por su manía de presentarse tarde a los ensayos y eventos en 1957. Clark dejó Washington D. C. y nunca volvió. Aparecía en solitario con Jimmy Dean en un espectáculo de variedad de ABC-TV a principios de los años 1960, de manera habitual. Este show se presentaba frecuentemente en RFD-TV.
Cuando Dean fue elegido para ser el anfitrión de The Tonight Show a principios de la década de 1960, entrevistó a Clark y lo presentó a la audiencia nacional por primera vez. Subsecuentemente empezó a aparecer en The Beverly Hillbillies (Los Beverly Ricos en México y Latinoamérica) de manera frecuente.
En 1963 firmó un contrato con Capitol Records y tuvo tres éxitos que ingresan en el top 10 estadounidense. Posteriormente firmó con Dor Records y otra vez tuvo varios éxitos. Más tarde grabó para ABC Records.
A mediados de la década de 1960 fue anfitrión de una serie de variedades basada en la música country llamada "Swingi' Country", programa que fue cancelado después de dos sesiones. En 1969, Clark y Buck Owens fueron los anfitriones de una comedia musical llamada Hee Haw, que estuvo al aire de 1969 y 1997. Durante este tiempo, fue un miembro de la banda Million Dollar Band participando como anfitrión en sketchs de comedia. En 1983 abrió el teatro The Roy Clark Celebrity en Branson, Misuri, convirtiéndose en la primera estrella de la música country en ser dueño de un teatro.
Frecuentemente tocó en Branson durante los años 1980 y 1990. Vendió el lugar y regresó a las giras, siendo usualmente incluido en las presentaciones con Ramona Jones y The Jones Family Band, en su tributo anual a Grandpa Jones en Mountain View, Arkansas.

## Plano personal
Clark se casó con Barbara Joyce Rupard el 31 de agosto de 1957. Tuvieron cuatro hijos. Tenía su hogar en Tulsa, Oklahoma, donde la escuela primaria elemental lleva su nombre desde 1978. Interpretó "Yesterday, When I was Young" en 1995 durante el funeral de Mickey Mantle.

## Muerte
Murió el 15 de noviembre de 2018, a los 85 años, en su hogar en Tulsa, por complicaciones de una neumonía.

## Legado
Clark fue presentado en el Country Music Hall of Fame en 2009 con Barbara Mandrekk y Charlie McCoy. El 12 de abril de 2011 fue honrado por la Casa de los Representantes de Oklahoma. Fue reconocido también por el Salón de la Fama de Oklahoma.

## Filmografía parcial
- Matilda (1978)
- Uphill All the Way (1986)
- Freeway (1988)
- Gordy (1995)

## Premios
- 1970 - Premio CMA - Comediante del año
- 1972 - Premio ACM - Comediante del año
- 1973 - Premio ACM - Comediante del año
- 1973 - Premio CMA - Comediante del año
- 1975 - Premio CMA - Grupo instrumental del año (con Buck Trent)
- 1976 - Premio CMA - Grupo instrumental del año (con Buck Trent)
- 1977 - Premio CMA - Instrumentalista del año
- 1978 - Premio CMA - Instrumentalista del año
- 1980 - Premio CMA - Instrumentalista del año
- 1982 - Premio Grammy - Por la canción Alabama Jubilee